# حازم القيسون
حازم القيسون أو ما يعرف ب ( casing packers ) هو أحد المكونات الرئيسية التي تستخدم في عمليات استكمال آبار النفط أو الغاز والتي تعمل على عملية العزل بين الجزء الخارجي من أنابيب الإنتاج وداخل الغلاف أو البطانة ( القيسون ) أو جدار حفرة البئر.
ويتم تقسيم أنواع الأحزمة على أساس الفئات التي يتم استخدام فيها أحزمة القيسون، كمثال هل حازم القيسون يستخدم أثناء عمليات التحسين آبار النفط والغاز كعمليات التحميض أو الكسر الهيدروليكي أو أثناء عمليات الاختبار أم أثناء عمليات الإنتاج، وإذا تم استخدامه في فترة الإنتاج هل يتم بصورة مؤقتة أم دائمة أثناء فترة إنتاج البئر، عادةً ما يتم تشغيله على مقربة من الطرف السفلي من أنابيب الإنتاج ويوضع عند نقطة أعلى المسافات المثقبة العليا أو الشاشات الرملية.
في الآبار ذات مناطق الخزان المتعددة، يتم استخدام الحازم لعزل المسافات المثقبة لكل منطقة منتجة حتى لا يتأثر ضغط الطبقات المختلفة على بعضها البعض. في هذه الحالات، سيتم استخدام جراب منزلق أو حديثا يتم استخدام أنظمة وصمامات تحكم تحت سطحية لتحديد المنطقة المراد إنتاجها. كما يمكن استخدام الحازم لحماية بطانة تغليف البئر ( القيسون ) من الضغط والسوائل المنتجة، عزل أجزاء من الغلاف لحمايتها من التآكل، أو المسافات المثقبة القديمة التي لم يعد لها حاجة نظرا لنضوب الإنتاج منها، وعزل أو التخلي عن مناطق الإنتاج مؤقتًا.
وفي عمليات تحسين انتاجية الزيت الخام الثانوية كعمليات حقن المياه أو حقن الغاز يتم استخدام الحازم لعمل عملية الزام لدخول الموائع المراض حقنها داخل المسافات المثقبة المراد الحقن بها لزيادة انتاجية الخزان من الزيت الخام أو للحفاظ على ضغط الخزان وتأجيل عملية نضوبه أو فقد ضغط الخزان الرئيسي لفترات زمنية أبعد.
في بعض الحالات قد لا يحبذ استخدام حوازم القيسون على سبيل المثال الآبار ذات القدرة الانتاجية العالية والتي من الممكن أن تتنتج من المنطقة الحلقية حول مواسير الإنتاج وتتميز مثل هذه الأبار بكبر حجم الإنتاج، إلا أن موائع الإنتاج من زيت خام أو من غازات أو حتى مياه مصاحبة قد تسبب في عملية تآكل لمواسير التبطين، مما قد يتطلب عمليات إصلاح للحاجز الذي تم فقده من مواسير تغليف أو يتم استخدام تقنيات لمنع التآاكل الكيميائي لمواسير التغليف وهو أمر مكلف بعض الشيء في بعض الحالات، إلا أن الانتاجية العالية للبئر من الممكن أن يغطي مثل هذه التكاليف وأيضا في آبار التي تعمل عن طريق الرفع الصناعي، خاصة آبار الطلمبات ذات القضبان الماصة خاصة مع وجود كميات من الغاز المصاحب، يفضل بعدم وجود حازم للقيسون حتى يتم عملية الفصل لهذه الغازات والخروج من المنطقة الحلقية حول مواسير الإنتاج، ويتم إمساك المواسير في الأبار العميقة بمكونات أخرى مثل ماسك المواسير ( anchor catcher ) مثل هذه المعدات تسمح بخروج الغاز من المنطقة الحلقية مع الحفاظ على ثبات المواسير من الحركة أثناء عملية تشغيل الطلمبات التحت سطحية لأنظمة الرفع الصناعي .

## الإستخدامات
يتم استخدام الحازم لتثبيت مواسير الإنتاج، وعزل المنطقة الحلقية حول المواسير الإنتاج لحماية مواسير التغليف ( القيسون ) من موائع الإنتاج حتى لا تتآكل المواسير، ويعمل على عزل أكثر من منطقة من الممكن يتم الإنتاج منها .

## التصميم
يشترك تصميم حازم القيسون على اختلاف أنواعه في أربع أجزاء رئيسية وهي :
1- عمود دوران ( mandrel ) : هو الذي يتم ربطه بالمواسير ويتم تركيب باقي المحتويات عليه
2- زلات وتدية ( slips ) : للإمساك بمواسير التبطين ( القيسون ) أثناء عملية البدء في تفعيل استخدام الحازم لتثبيت المواسير بجسم مواصير التبطين
3- عنصر رص مطاطي ( packing rubber element ) : وظيفته الرئيسية هو القيام بعملية العزل الحلقي في المنطقة الواقعة ما بين مواسير التبطين ومواسير الإنتاج لحماية مواسير التبطين من التآكل
4- وتد لتحريك الزلات ( wedge )
جميع أنواع الحوازم باختلاف أنواعها تشترك في الأربع أجزاء أيا كان طريقة عملها وتفعيلها ما عدا نوع من الحوازم يستخدم عن طريق انتفاخ العنصر المطاطي ولا يحتوي على زلات للامساك بمواسير التبطين أو أوتاد للحركة عليه.

## الأنواع
تنقسم الحوازم إلى ثلاث أنواع طبقا لعملية التشغيل ومنها:
1- الحازم الميكانيكي : ويعمل عن طريق عملية تدوير الحازم عدد من اللفات التي تختلف من شركة إلى أخرى لمراعاة الثوابت والحقوق التجارية ومن بعد اللفات يتم فتح الزلات وتتحرك على الأوتاد الخاصة بها ومن ثم يتم التثبيت في جدار مواسير التبطين ومن بعدها يتم الركود في وزن الكلي للمواسير لتفعيل الجزء الثاني من الحازم وهو العنصر المطاطي لتشغيل عملية العزل الحلقي .
2- الحازم الهيدروليكي : وهناك نوعان منها نوع يعمل عن طريق رفع الضفط في مواسير الإنتاج فقط ( الهيدروليكي ) والآخر يتم رفع الضغط في المواسير وفي المنطقة الحلقية ( الهيدروستاتيكي ) وهذا النوع يتم استخدامه في الآبار الحفر العميقة نظرا لتحمله الضغوط العالية، في اثناء عملية رفع الضغط يتم تحريك الزلات عن طريق تفعيل وتحريك مكبس إسطواني داخلي يتم عن طريقه تثبيت الزلات ومنها يتم فتح وانضغاط الجزء المطاطي ليتم عملية العزل الحلقي ولا يعود المكبس لوضعه الطبيعي نظرا لتصميمه الداخلي الميكانيكي الذي يتيح عملية التثبيت مرحليا عن طريق زلات داخلية لا يتم تحريرها الا عن طريق الشد فيما بعد ولكل حازم وزن للشد معين يعود إلى عدد مسامير القص المسؤلة عن تحرير المكبس الداخلي للحازم مثل هذه الأنواع من الحوازم يتم تركيبها وفكها مرة أخرى في حالة استدعاء التدخل في البئر لغرض الإصلاح أو الإنتاج من طبقات أخرى كاعادة التكملة، هذا النوع من الممكن صيانته لاستخدامه مرة أخرى .
3- الحوازم الدائمة : وهي حوازم يتم تفعيلها عن طريق شحنة كهربائية عن طريق خط سلكي كهربائي ويتم استخدام هذا النوع من الحوازم في ابار معروفة للإنتاج من الطبقة لفترات زمنية طويلة ولا يتم الحاجة مستقبلا للدخول في الطبقات مرة ثانية وإذا استدعى الأمر للتدخل لا يتم ازالة الحازم كسالفه من النوع الهيدروليكي أو الميكانيكي ولكن يتم طحنه وسحقه بعمليات حفر وسحق لجسم الحازم ومن ثم اسقاطه في البئر أو اصطياده مرة أخرة
تم استحداث نوع من الحوازم وهو الحازم ذات المطاط المنتفخ وهو لا يحتوي على أي أوتاد أو زلات وتدية وانما يعمل على تثبيت وعزل حلقي عن طريق الخاصية الأسموزية لموائع البئر مما يتطلب مراعاة تجميع البيانات المطلوبة لقاع البئر أو في الاماكن المراد تثبيت الحازم بها مثل ضغط ودرجة الحرارة وملوحة المياه أو الموائع عموما في المنطقة المراد تثبيتها مثل هذه الخواص تؤثر في التصميم الخاص بالمطاط المستخدم في هذا النوع من الحوازم

## العوامل المؤثرة على حازم القيسون
درجات الحرارة العالية قد تعمل على تشكيل المطاط مرة أخرى مما قد ينتج عنه عدم عودة المطاط لوضعه الأصلي أثناء عملية إزالة الحازم مرة أخرى أو قد تتسبب في عملية اطالة مواسير الإنتاج مما قد يعرض الحازم إلى الحركة ويفقد وظيفته الاساسية في تثبيت المواسير لذا يرجى مراعات درجات الحرارة وضغوط الغازات في اختيار الحازم المناسب المستخدم في عملية التثبيت للمواسير.